# Río Ouenghi
El río Ouenghi es un río de Nueva Caledonia. Tiene un área de influencia de 270 kilómetros cuadrados. Boulouparis se encuentra cerca del río a los pies del monte Ouitchambo. Se entra en la bahía de San Vicente, al oeste de la aldea de Tomo.